# Crocidura fumosa
Crocidura fumosa is een zoogdier uit de familie van de spitsmuizen (Soricidae). De wetenschappelijke naam van de soort werd voor het eerst geldig gepubliceerd door Thomas in 1904.

## Voorkomen
De soort komt voor in Kenia.